# Suicide Commando
Suicide Commando (englisch „Selbstmordkommando“) ist das Musik-Projekt des Belgiers Johan Van Roy. Stilistisch zunächst im Electro-Industrial-Umfeld beheimatet, tendierte die Musik ab Ende der 1990er Jahre vermehrt in Richtung Aggrotech.

## Geschichte

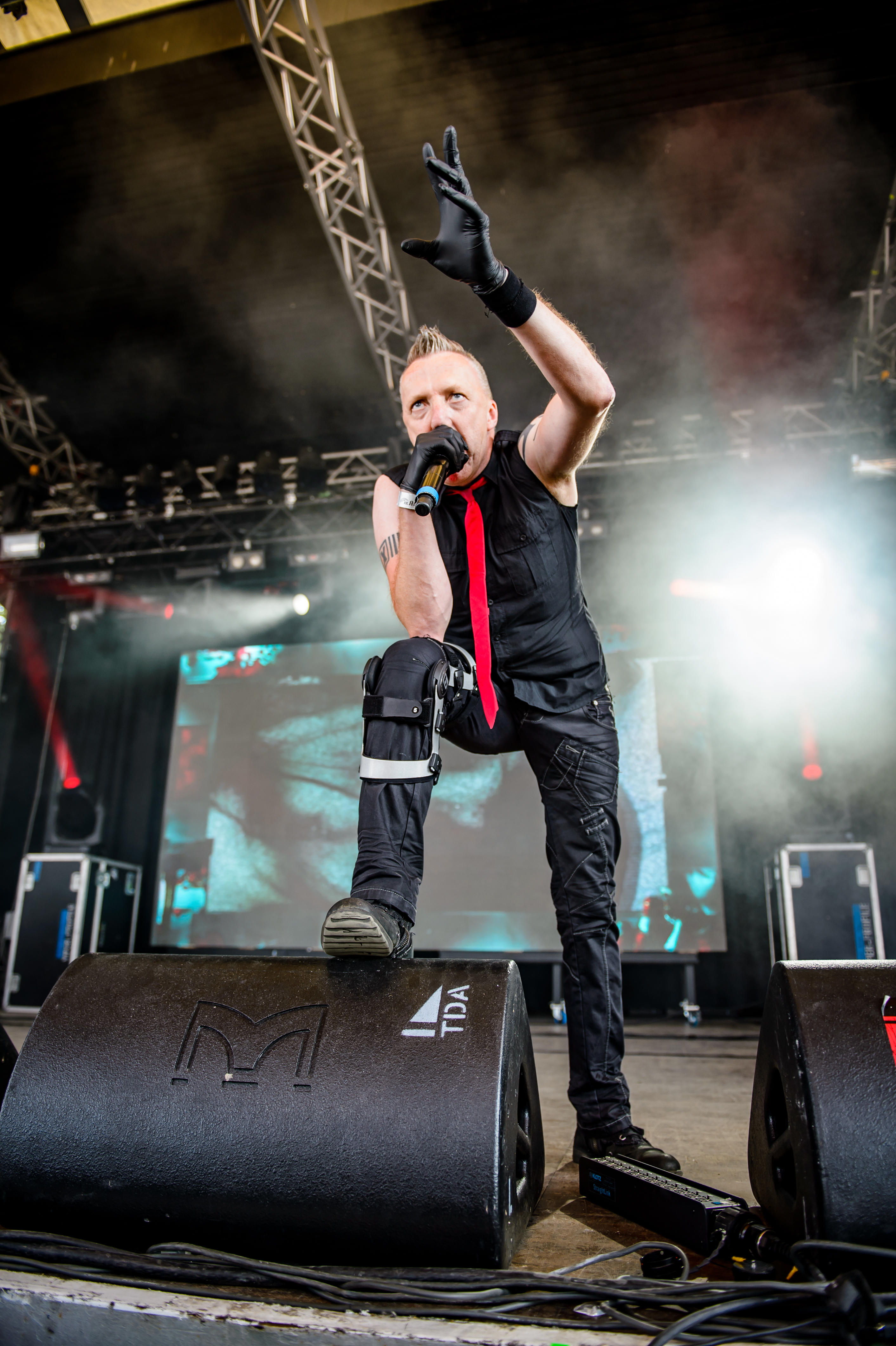
Suicide Commando beim Amphi Festival 2016

Johan Van Roy, das einzige Bandmitglied von Suicide Commando (benannt nach einem Song der deutschen Band No More), begann 1986 mit elektronischer Musik zu experimentieren. Zwei Jahre später brachte er unter dem Namen Suicide Commando seine erste Aufnahmen auf Kassette heraus. Außerdem erschien eines seiner Stücke auf der Compilation Electronic auf LP.
Johan Van Roy brachte weiterhin selbst Kassetten heraus und so erschienen weitere Stücke auf den Compilations Rotation II und Induktion, Varianz und Deren Folgen, die beide von Kugelblitz Records herausgebracht wurden.
1994 erschien Suicide Commandos erste CD Critical Stage auf dem deutschen Label Off Beat. Schon kurz danach, im Jahr 1995, erschien Suicide Commandos zweite CD Stored Images, auf der auch der Titel See You in Hell zu finden ist, einem der bis heute bekanntesten Stücke der Band.
1996 konnte Suicide Commando 10-jähriges Bestehen feiern und brachte die CD Contamination heraus, die auch in einer limitierten Box-Version erschien, welche zusätzlich eine 3" CD enthielt. Contamination erschien ein Jahr später in Nord-Amerika bei dem heute nicht mehr bestehenden Electronic Death Trip Records.
1998 erschien das Album Construct-Destruct und das verwandte Album Reconstruction, auf der sich neue Club-Hits wie Desire und Better Off Dead befanden. Construct-Destruct wurde in Nord-Amerika mit zusätzlichen Stücken von Possessive Blindfold Records herausgebracht.
1999 war Johan Van Roy einer der Mitbegründer von Dependent Records. Dort brachte er auch seine nächsten Veröffentlichungen heraus, die Singles Hellraiser und Comatose Delusion und anschließend das Album Mindstrip, das es auf Platz 1 der Deutsche Alternative Charts schaffte. Später erschien Mindstrip in Nord-Amerika bei Metropolis Records.
Zur nächsten Veröffentlichung Axis of Evil wurde vorher eine spezielle Doppel-Single Face of Death herausgebracht, die innerhalb von zwei Tagen ausverkauft war. Die normale Ausgabe der Single ist weiterhin erhältlich. Axis of Evil wurde zum Album des Jahres (2003) von Deutsche Alternative Charts gewählt. Später brachte Suicide Commando eine weitere limitierte Doppel-Single heraus, Cause of Death:Suicide/One Nation under God.
2006 kehrte Suicide Commando mit dem Album Bind, torture, kill zurück, das auch in einer limitierten Ausgabe inklusive einer Bonus-CD, Poster und Aufkleber veröffentlicht wurde. Hier finden sich auch die vorher veröffentlichten Singles Godsend/Menschenfresser wieder, die wie Bind, torture, kill auf Johan Van Roys eigenem Label Noise Terror Productions (NTP) erschienen. Das Album erreichte wieder Platz 1 in verschiedenen alternativen Charts auf der ganzen Welt. Außerdem wurde es zum Album des Monats vom deutschen Magazin Orkus gewählt.
2007, ein Jahr nach dem 20-jährigen Jubiläum von Suicide Commando, erschien die X20 Box mit 3 CDs (1 Remix-CD, 1 Best Of-CD und die Fuck You Bitch EP) und Suicide Commandos erster Live-DVD.
Die Remix CD und das Best Of Album wurden später auch einzeln von Metropolis Records on Nord-Amerika herausgebracht.
Ende 2007 kehrte Suicide Commando mit dem Titel Hate Me zurück, der ersten neuen Veröffentlichung seit dem Bind, torture, kill Album. Er erschien auf dem Noise Terror Volume 2 Sampler auf NTP/Dependent.

## Stil
Die in den ersten Jahren veröffentlichten Demo-Kassetten waren noch deutlich von dem minimalistischen Sound von The Klinik geprägt. Erst unter verstärktem Einfluss von Electro-Industrial-Formationen wie Mortal Constraint und Dive nahm der harte Sound von Suicide Commando allmählich Gestalt an. Unterstrichen wird dieser Bezug durch den Gastauftritt des Klinik- und Dive-Sängers Dirk Ivens auf dem Album „Critical Stage“, bei dem er den Text des Liedes „Where Do We Go From Here ?“ schrieb und den Gesang übernahm. Über die Jahre gewann der Stil von Suicide Commando eingehendere, technoid geprägte Rhythmen und gilt heute als prägend für Aggrotech; beispielsweise auch durch gegenseitige Remixe oder gemeinsame Touren mit Bands desselben Genres (z. B. Tactical Sekt oder Hocico).
Der Großteil der Texte handelt von Tod, Mord und angrenzenden Themen (von Suizid über Sterbehilfe bis zu Nekrophilie). Zusätzlich spielen krankhafte oder gescheiterte zwischenmenschliche Beziehungen, kritische Religionsbetrachtungen oder gesellschaftliche Probleme eine Rolle in Suicide Commandos Texten. Zum Teil werden auch konkrete politische oder gesellschaftspolitische Themen aufgegriffen (z. B. ist das Thema des Albums „Bind, Torture, Kill“ der als BTK-Killer bekannt gewordene Serienmörder Dennis Rader, „Menschenfresser“ aus diesem Album beschäftigt sich mit dem Kannibalen von Rotenburg oder „Evildoer“ von „Axis of Evil“ beinhaltet die Irakpolitik von George W. Bush). Die meisten Texte sind in Englisch gehalten; da van Roy aber auch deutsch spricht und insbesondere in Deutschland eine große Fangemeinde hat, erschienen inzwischen auch einige wenige Stücke in deutscher Sprache.

## Diskografie
| Tapes | CDs |
| --- | --- |
| - „Suicide Commando“ 1988 - „This is Hate“ 1989 - „Industrial Rape I“ 1990 - „Crap“ 1990 - „Go to Hell“ 1990 - „Into the Grave“ 1991 - „Industrial Rape II“ 1991 - „Black Flowers“ 1992 - „Electro Convulsion Therapy“ 1993 | - „Critical Stage“ 1994 - „Stored Images“ 1995 - „Contamination“ 1996 (MCD, Re-Releases) - „Construct-Destruct“ 1998 - „Chromdioxyde 1“ 1999 (Re-Releases der nur als Tape erhältlichen Stücke) - „Mindstrip“ 2000 - „Anthology“ 2002 (Best-of) - „Axis Of Evil“ 2003 - „Bind, Torture, Kill“ 2006 - „X20“ 2007 - „Implements of Hell“ 2010 - „The Suicide Sessions“ 2012 - „When Evil Speaks“ 2013 - „Unterwelt E.P.“ 2013 - „See You In Hell 2013 MCD pre-released Suicide Edit“ - „Too Much Mother******s“ 2013 As an a part from Secondary project LESCURE 13" - „Forest of the Impaled“ 2017 - "Goddestruktor" 2022 |

Des Weiteren erschienen neben einigen Samplerbeiträgen zwei weitere Versionen der „Contamination“ MCD (1996 und 1997), eine MCD als Teil der „4-in-1“ CD „The O-Files II“ (1997, diese enthielt drei weitere MCDs des Labels Off-Beat) eine weitere Version der „Construct-Destruct“ (1998 als „Re-Construction“), eine CD+DVD Version von „Axis Of Evil“ (2003) und seit „Mindstrip“ diverse (teilweise limited edition) Single-Auskopplungen, die auch Remixes anderer Bands enthalten.
Am 30. Oktober 2015 erschien das letzte Demo-Tape „Electro Convulsion Therapy“ als limitierte (remastered) Vinyl-LP.